# AFC Dunărea Călărași
Asociația Fotbal Club Dunărea 2005 Călărași is een Roemeense voetbalclub uit Călărași.
De club werd in 1962 opgericht als Celuloza Călărași en promoveerde in 1968 naar de Liga III. De club bereikte in 1973 voor het eerste de Liga 2 en degradeerde in 1978. In 1979 werd de club hernoemd in Dunărea Călărași. In 1980 keerde de club terug in de Liga 2 maar in de jaren 80 en 90 bleef de club schipperen tussen het tweede en derde niveau. In het seizoen 1986/87 was de naam Oțelul Călărași, van 1987 tot 1992 wederom Dunărea Călărași en vervolgens tot 1994 Sportul Călărași. Hierna werd de naam Dunărea Călărași weer aangenomen. Tussen 1998 en 2015 bivakkeerde de club in de Liga III. In 2005 kende Dunărea Călărași ook financiële problemen en maakte een doorstart. Na de promotie naar de Liga 2 in 2015 werd de club direct tweede, drie punten achter Rapid Boekarest. In de play-offs was UTA Arad echter te sterk. In het seizoen 2016/17 werd club zevende. Dunărea Călărași werd in het seizoen 2017/18 kampioen van de Liga 2 en komt in het seizoen 2018/19 voor het eerst uit in de Liga 1, maar degradeerde al na één seizoen.

## Eindklasseringen
| 5 |

| 1 |

| 12 |

| 8 |

| 11 |

| 14 |

| 15 |

|  |

|  |

|  |

| 7 |

| 13 |

| 18 |

|  |

| 16 |

|  |

|  |

| 17 |

| 8 |

|  |

| 1 |

| 4 |

| 2 |

| 2 |

| 10 |

| 9 |

| 17 |

| 13 |

| 7 |

| 8 |

| 6 |

| 7 |

| 8 |

| 3 |

| 2 |

| 8 |

| 13 |

| 6 |

| 8 |

| 4 |

| 12 |

| 5 |

| 5 |

| 1 |

| 2 |

| 7 |

| 1 |

| 13 |

| 12 |

| 4 |

| 18 |

| 5 |

| 2 |

| Liga 1 | Liga 2 | Liga III |

Tot 2006/07 stond de Liga 1 bekend als de Divizia A. De Liga 2 als Divizia B en de Liga III als Divizia C.